# التوت والنبوت (فلم)
فيلم التوت والنبوت فيلم دراما مصري من إخراج نيازي مصطفى يعتمد على الحلقة الأخيرة من رواية الحرافيش لـ نجيب محفوظ. السيناريو والحوار من إنجاز عصام الجمبلاطي وإنتاج أفلام جرجس فوزي سنة 1986.
يشارك في الفيلم كل من عزت العلايلي وحمدي غيث وأمينة رزق وتيسير فهمي ومحمود الجندي وسمير صبري وحسين الإمام ومني السعيد وامال رمزي وسمير صدقي
التصوير لمأمون عطا والموسيقى لحسن أبو السعود.

## السياق الدرامي للفيلم
[بحاجة لمصدر]
تدور أحداث الفيلم في القاهرة القديمة في عصر الفتوات (وهم هنا رمز السلطة المستبدة). الفتوة الظالم “ حسونة السبع “ تمثيل (حمدي غيث) يفرض الإتاوات ويذل أهل الحي، يضطهد أسرة عاشور الناجي (تمثيل عزت العلايلي) ويجبره على تطليق زوجته (تمثيل تيسير فهمي) ثم يحاول إجبار والدها والمأذون بتزويجها غصباً وقبل أنتهاء العدة الشرعية، ويؤيده في الظلم شخصيات تحيط به تحمل لقب “ الشيخ” بما يحمل من دلالة.
ويظهر الفيلم شيوخاً ثلاثة كحلفاء للسلطة ضد الغالبية المقهورة، هؤلاء الشيوخ هم :
- الشيخ يونس: شيخ الحارة ـ ذو لحية ـ يرتدى جلباباً وعمامة.
- الشيخ جليل العالم: كفيف ذو لحية ـ يرتدي جبة وقفطاناً وعمامة ويمسك عصا يتكئ عليها.
- المأذون: ذو لحية ـ يرتدى جبة وقفطاناً وعمامة.

فالشيخ يونس نراه وهو يقول للمعلم حسونة السبع الفتوة (تمثيل حمدي غيث) “اللي يعصى أمرك يبقى كافر، وأطيعوا الله وأطيعوا الرسول وأولي الأمر منكم“، وبذلك تضفي الشرعية على أخذ الإتاوات والظلم باستخدام القرآن الكريم كمسوغ للظلم، أما المأذون فهو يرضخ أمام إرهاب السلطة ويوشك على إتمام زواج باطل شرعاً عن طريق تزويج طليقة عاشور الناجي (تيسير فهمي) من المعلم حسونة السبع (رمز السلطة الغاشمة). وهذا المضمون قد شاهدناه من قبل في فيلم الزوجة الثانية

## روابط خارجية
- مقالات تستعمل روابط فنية بلا صلة مع ويكي بيانات